# TYR Sport
TYR Sport, Inc. — американская компания, занимающаяся разработкой, производством и продажей спортивной одежды и аксессуаров для плавания и триатлона. Название компании происходит от имени скандинавского бога Тюра. Компания основана в 1985 году в Хантингтон-Бич, Калифорния, Джозефом ДиЛоренцо и Стивом Фёрнисом. В настоящее время штаб-квартира расположена в Сил-Бич, Калифорния.

## История
Компания TYR была основана в 1985 году Джозефом ДиЛоренцо и Стивом Фёрнисом, бронзовым призёром Олимпийских игр 1972 года. Название TYR происходит от имени скандинавского бога Тюра. В 2019 году Стив Фёрнис ушёл в отставку после 34 лет работы в компании.
В 2021 году компания объявила о расширении ассортимента, включив в него одежду для CrossFit и тренировок.
В 2023 году TYR открыла свой первый розничный магазин в торговом центре Roosevelt Field в Гарден-Сити, Нью-Йорк.
TYR стала официальным партнером по обуви и очкам на соревнованиях SBD World’s Strongest Man 2023 года. Компания являлась эксклюзивным поставщиком экипировки для Национальной сборной США по плаванию до Олимпийских игр 2024 года.

## Спонсорство
TYR является официальным экипировщиком национальной сборной США по плаванию и спонсором многих профессиональных спортсменов, объединённых под брендом Team TYR.
В 2018 году компания стала титульным спонсором серии соревнований Pro Swim Series, организуемой USA Swimming.
В 2023 году TYR стала официальным экипировщиком сборной США по прыжкам в воду.